# Caenurgia magalhaensi
Caenurgia magalhaensi är en fjärilsart som beskrevs av Otto Staudinger 1898.
Caenurgia magalhaensi ingår i släktet Caenurgia och familjen nattflyn. Inga underarter finns listade i Catalogue of Life.